# Georg Koßmala
Georg Koßmala (Myslowitz, 22 ottobre 1896 – Oberglogau, 18 marzo 1945) è stato un generale tedesco della Wehrmacht durante la seconda guerra mondiale.

## Biografia
Koßmala entrò nel 1914 nell'esercito imperiale tedesco e prestò servizio come ufficiale durante la prima guerra mondiale. Con la smobilitazione nel 1918, passò alla polizia di stato ove rimase sino a quando non venne richiamato nella Wehrmacht e gli venne dato il comando della 32ª divisione di fanteria, poi della 272ª divisione di fanteria ed infine della 344ª.
Ottenne il cavalierato della Croce di Ferro per i suoi meriti sul campo.